# Mal Peet
Mal Peet (* Juni 1947 in Norfolk; † 2. März 2015) war ein britischer Kinder- und Jugendbuchautor.
Mal Peet studierte Englisch und Amerikanische Literatur an der University of Warwick. Er heiratete Elspeth Graham und begann gemeinsam mit ihr Kinderbücher zu schreiben und zu illustrieren. 2003 wurde sein erstes Buch namens Keeper publiziert, welches 2004 den Branford Boase Award gewann.
Peet lebte zuletzt mit seiner Frau und seinen drei Kindern in Devon.

## Werke
- „Cloud Tea Monkeys“ (mit Elspeth Graham), illustriert von Alan Marks – Sherborne: Ragged Bears – 1999
- „Keeper“ – Walker – 2003
- „Tamar“ – Walker – 2005
- „The Penalty“ – Walker – 2006
- „Exposure“ – Walker – 2008
- „Cloud Tea Monkeys“ (mit Elspeth Graham), illustriert von Juan Wijngaard – Walker – 2010
- „Life: An Exploded Diagram“ – Walker – 2011
- „Die Murdstone Trilogie“ – Piper – 2016 (orig. „The Murdstone Trilogy“ – 2014)

## Auszeichnungen und Nominierungen
- Branford Boase Award (2004) – „Keeper“
- Hampshire Book Award (2004) – (nominiert) – „Keeper“
- Nestlé Smarties Book Prize (2005) – (Bronze-Auszeichnung) – (Kategorie: 9–11-Jährige) – „Keeper“
- Carnegie Medal (2005) – „Tamar“
- Wirral Paper Back of the Year (2006) – „Tamar“
- Guardian Children’s Fiction Prize (2009) – „Exposure“